# Adrian Fulford
Adrian Fulford (8 januari 1953) is een Brits jurist. In 1978 begon hij zijn carrière als advocaat, werd griffier in 1995 en in 2002 benoemd tot rechter van het Hooggerechtshof (High Court of Justice) van Engeland en Wales. Een jaar later trad hij aan als rechter van het Internationale Strafhof.

## Levensloop
Fulford studeerde aan de Universiteit van Southampton en ging in 1978 aansluitend aan het werk als advocaat (barrister); in 1994 werd hij benoemd tot advocaat van de kroon. Nadat hij sinds 1995 als griffier had gewerkt, werd hij in 2002 benoemd tot rechter van het Hooggerechtshof (High Court of Justice) van Engeland en Wales. Hij hield zich onder meer bezig met zaken tegen daders van de terroristische aanslagen in Londen van 21 juli 2005 en de moslimterrorist Saajid Badat die met een bom in zijn schoen een vliegtuig probeerde op te blazen.
In 2003 trad hij aan als een van de achttien eerste rechters van het Internationale Strafhof in Den Haag voor een termijn van negen jaar tot 2012. Hier was hij werkzaam voor de strafafdeling en voorzitter in de eerste kamer in de zaak tegen Thomas Lubanga. In 2013 werd hij benoemd tot opperrechter voor beroepszaken (Lord Justice of Appeal).

## Werk (selectie)
- 1999: A criminal practitioner's guide to judicial review and case stated, met Hugh Southey, Jordans, Bristol, ISBN 978-0853085669
- 2004: Judicial Review: A Practical Guide, met Hugh Southey, Jordans, Bristol, ISBN 978-0853088127